# Hospital San José de Coronel
El Hospital San José de Coronel es un recinto asistencial público de alta complejidad ubicado en la comuna de Coronel, en la Región del Biobío, Chile. Pertenece a la red asistencial del Servicio de Salud Concepción  y atiende a una población estimada de 128.574 habitantes.

## Historia
La historia del hospital se remonta al siglo XIX. Fue fundado oficialmente el 28 de abril de 1868, a partir de la creación de la Junta Directora de Establecimientos de Beneficencia, constituida el 6 de noviembre de 1867. En sus inicios, el hospital era atendido por religiosas y se enfocaba en ofrecer atención gratuita a personas desvalidas.
En la década de 1950 se impulsó la construcción de un nuevo edificio. El 7 de diciembre de 1953, el entonces presidente de la República, Gabriel González Videla, colocó la primera piedra. Las obras del consultorio finalizaron en 1958, y el hospital completo fue inaugurado el 9 de junio de 1959. Contaba con un solo piso, 23 camas, unidades sanitarias adecuadas y un anfiteatro con capacidad para 130 personas.

## Servicios y desarrollo
El Hospital San José de Coronel ha experimentado una significativa expansión en infraestructura y servicios médicos. Entre los avances recientes destacan:
- Procedimientos quirúrgicos modernos: incorporación de la técnica de hernioplastia por video laparoscopía, de carácter mínimamente invasivo.
- Atención en terreno: el Programa Cardiovascular realiza campañas para efectuar hasta 550 controles médicos en terreno a pacientes con enfermedades crónicas.
- Atención prehospitalaria: el Servicio de Urgencia dispone de reanimadores del SAMU para entregar atención de alta complejidad fuera del hospital.
- Acreditación en calidad: el hospital ha sido reacreditado por tercera vez en calidad y seguridad del paciente.
- Convenios quirúrgicos: colaboración con Coaniquem para intervenciones a pacientes con secuelas de quemaduras.
- Ortodoncia: ampliación del acceso a tratamientos de ortodoncia, con la meta de iniciar 400 tratamientos de frenillos en el año 2025.